# 기와역 (와카야마현)
기와역(일본어: 紀和駅, きわえき, Kiwa-eki)은 일본 와카야마현 와카야마시에 있는, 서일본 여객철도의 철도역이다. 기세이 본선이 지나간다.

## 역 구조
단식 1면 1선 구조의 고가역이다. 엘리베이터 시설을 운영하고 있다.
자동개찰기와 발권기가 없으며, 이코카 및 제휴 교통카드도 사용할 수 없다. 와카야마역이 관리하는 무인역이다.

## 역세권 정보
- 국도 제42호선
- 기노쿠니 대교

## 역사
1898년 기와 철도의 와카야마역으로 문을 열었다. 지금은 기세이 본선의 중간역이지만 당시에는 와카야마 시를 오가는 철도 노선들의 시종착역 구실을 하고 있었다. 그러나 1903년 오사카시와 와카야마를 잇는 난카이 전기 철도(지금의 난카이 본선)가 와카야마키타구치 역 ~ 와카야마시역 구간을 개업하여 와카야마 역을 지나가지 않게 되면서 중요성이 떨어졌다.
1904년 8월 간사이 철도가 기와 철도를 매수했다. 1907년 10월에는 간사이 철도가 국유화되어 일본국유철도의 소속이 되었으며, 오지 역에서 와카야마역을 거쳐 와카야마시 역까지 이르는 구간이 일본국유철도 와카야마 선의 일부가 되었다. 1924년 2월 28일에는 와카야마 역에서 미노시마역까지 기세이사이 역이 개통해 노선끼리의 환승역이 되었다. 하지만 와카야마 역 근처에 기세이사이 선의 중간역인 히가시와카야마 역이 개통하고, 1930년 6월 16일 히가시와카야마 역으로 오사카 시와 와카야마를 연결하는 한와 전기 철도(지금의 서일본 여객철도 한와 선)가 들어온 뒤 1944년 국유화되어 와카야마 역은 환승역의 기능을 상실했다. 1968년 2월 1일 역명이 기와로 바뀌었으며, 원래 역명 와카야마는 히가시와카야마 역에 넘겨주게 되었다.
1961년 7월 1일 와카야마 선 다이노세역과 히가시와카야마 역을 잇는 단축 연락선이 뚫려 1972년부터 와카야마 선의 공식 경로가 되었다. 따라서 기와 역으로는 와카야마 선 열차가 운행되지 않게 되었다. 1985년 교행 설비가 철거된 뒤 무인역이 되었으며, 1987년 4월 1일 민영화에 따라 서일본 여객철도의 소속이 되었다.

## 인접역
| 서일본 여객철도 기세이 본선 | 서일본 여객철도 기세이 본선 | 서일본 여객철도 기세이 본선 |
| --------------------------- | --------------------------- | --------------------------- |
| 와카야마 방면               | ■ 기노쿠니 선 보통          | 와카야마시 방면             |

## 참조
1. ↑  JR紀勢線紀和駅付近高架化工事に伴う高架使用開始について 보관됨 2011-08-12 - 웨이백 머신（市長記者会見） - 와카야마 시, 2008년 8월 19일 발표
2. ↑  JR紀和駅高架の供用始まる 渋滞緩和などに効果 보관됨 2016-03-04 - 웨이백 머신 - 와카야마 신보, 2008년 10월 5일 보도.